# Redgum
Redgum war eine australische Band, die eine Mischung aus Folk und Rock spielte und sich durch ihre politischen und gesellschaftlichen Themen in Australien einen Namen machte.

## Geschichte
Die Band wurde 1975 in Adelaide als Resultat eines radikalen Politik-Kunst-Projekts der Studenten John Schumann, Michael Atkinson und Verity Truman an der Flinders University gegründet. Die Mitglieder machten keinen Hehl aus ihrer linksgerichteten politischen Weltanschauung, die sich auch in ihren Liedern widerspiegelte. John Schumann erklärte dazu in einem Interview: „If »socialism« implies some sort of equality of opportunity and equality in terms of the distribution of our national and international resources, yeah, then I'm a socialist“ („Wenn »Sozialismus« eine Art von Gleichheit in Möglichkeiten und Gleichheit in Sachen Verteilung unserer nationalen und internationalen Ressourcen impliziert, ja, dann bin ich ein Sozialist“).
Bis 1980 arbeitete die Band halbprofessionell und erlangte durch eine inoffiziell in den ABC-Studios in Adelaide gemachte Aufnahme einige Bekanntheit in den Universitäten und Independent-Radiostationen des Landes. Es folgten die ersten Veröffentlichungen auf dem Musiklabel CBS/Epic, mit dem die Band für die Gesamtdauer ihres Bestehens zusammenarbeitete. Im Jahr 1982 verließ Chris Timms die Band und wurde durch Hugh McDonald ersetzt, mit dem die Band im Jahr darauf ihre erfolgreichste Phase erlebte. Ende 1985 erklärte John Schumann seinen Abschied. Die Band bestand danach noch mit häufig wechselnder Besetzung weiter, konnte jedoch keine größeren Erfolge bis zu ihrer endgültigen Trennung im Jahr 1990 verbuchen.

## Werk
Ihre Hitslingle I Was Only 19 (A Walk in the Light Green) thematisierte Erfahrungen australischer Soldaten im Vietnamkrieg und erreichte Platz 1 in den nationalen Single-Charts. Das Lied basierte auf den realen Erfahrungen von John Schumanns Schwager Mick Storen und Frank Hunt, der genau am Tag der Mondlandung durch eine Minenexplosion verletzt wurde. Im Fokus des Textes standen der Überlebenskampf und die gefühlte Sinnlosigkeit des Kampfes sowie die Spätfolgen durch die traumatischen Erfahrungen und den Kontakt mit Agent Orange. Obwohl das angesichts der dezidiert linken Weltanschauung der Musiker überraschte, entstand durch dieses Lied eine enge Verbindung mit den früheren Soldaten, und die Band spendete die Erlöse aus dem Verkauf des Liedes an den Verband der australischen Vietnam-Veteranen. 2001 fand I Was Only 19 (A Walk in the Light Green)  Aufnahme in die von der Australasian Performing Right Association herausgegebene „Liste der besten australischen Lieder aller Zeiten“.
Die Verbundenheit der Band mit ihrer australischen Heimat und deren Geschichte zeigte sich in einer ganzen Reihe von Liedern, etwa Poor Ned, eine Fairport Convention Coverversion, die den berühmten Bushranger Ned Kelly besang, Parramatta Gaol 1843, in dem die Geschichte eines gescheiterten Ausbruchsversuchs aus dem Frauengefängnis von Parramatta erzählt wurde. Andere Lieder erzählten vom Leben in der Weite Australiens, etwa The Diamantina Drover und The Last Frontier, während Carrington Cabaret die systematische Benachteiligung der australischen Ureinwohner in der modernen australischen Gesellschaft thematisierte.
Neben diesen oft in der Tradition der australischen „Bush Songs“ stehenden Folk-Lieder war auch ein größerer Teil der Aufnahmen der Band eher dem Rock-Genre zuzuordnen. In I’ve Been to Bali Too (1984) griffen sie die Auswirkung des australischen Konsumverhaltens auf die Nachbarländer des Landes auf. Satire und beißenden Spott fand man in den Texten der A cappella Aufnahmen Fabulon (auf der Melodie von Rivers of Babylon) und The Drover's Dog (auf einer von Gilbert und Sullivan verfassten Melodie), wo sich die Band über den damaligen australischen Premierminister Bill Hayden lustig machte (Bob Hawke hatte vor Haydens Wahl erklärt, dass selbst ein Hirtenhund die Labor Party zum Sieg würde führen können).
Das wichtigste Album der Band war das in reiner Folktradition allein mit akustischen Instrumenten aufgenommene Livealbum Caught in the Act von 1983, das Platz 5 der nationalen Albumcharts erreichte.

## Diskografie

### Alben
- 1978: If You Don’t Fight You Lose (Larrikin Records)
- 1980: Virgin Ground (Epic)
- 1981: Brown Rice & Kerosine (Epic)
- 1982: Cut to the Quick Minialbum (Epic)
- 1983: Caught in the Act Live (Epic)
- 1984: Frontline (Epic)
- 1986: Midnight Sun (Epic)

### Singles und EPs
- 1981: The Long Run (Epic)
- 1983: I Was Only 19 (A Walk in the Light Green) (Epic)
- 1983: 100 Years On (Epic)
- 1983: Long Run (Epic)
- 1984: Asio (Epic)
- 1984: I’ve Been to Bali Too (Epic)
- 1984: Friday Night (Epic)
- 1985: The Drover’s Dog (Epic)
- 1985: Just Another Moment on Your Own (Epic)
- 1986: Running with the Hurricane (Epic)
- 1987: Roll It on Robbie (CBS, Epic)
- 1988: Four Play – Volume Nineteen (Epic)

### Kompilationen
- 1984: If You Don’t Fight You Lose / Brown Rice and Kerosine (Epic)
- 1985: Redgum’s Greatest: Everything’s Legal – Anything Goes (Epic)
- 1987: The Very Best Of (J & B Records)
- 1990: Redgum, The Bushwackers – The Very Best of Redgum & The Bushwackers Band  (J & B Records)
- 2004: Against the Grain (Columbia)
- 2011: The Essential Redgum (Sony Music)